# スザンヌ・ヴェガ
スザンヌ・ヴェガ （Suzanne Vega、1959年7月11日 - ）は、アメリカ合衆国出身の女性シンガーソングライター。
「ルカ」「トムズ・ダイナー」などの曲で知られる同国を代表するポップシンガーの1人。10代のころより始めた作詞・文学・演劇を背景に、社会派のアーティストとして非凡な才能を発揮し、数々の賞を獲得している。2008年に『グラミー賞』受賞。

## 概要・略歴
サンタモニカ生まれで、まもなく母に連れられニューヨークへ移り、多くの社会的問題を抱えた地域で子供時代を送る。本来の姓名はペック(Peck)だったが、母がプエルトリコ系の小説家エドガルド・ヴェガ・ユンケ(Edgardo Vega Yunqué)と再婚したため、以後その姓を名乗るようになる。
9歳の時に詩を書き始め、14歳の時に作詞を始める。その後、ラガーディア高校で、モダンダンスを学び、この時に音楽こそが自分の求めるものだと気づく。1977年に卒業すると、コロンビア大学バーナード・カレッジで英文学を学ぶ傍ら、グリニッジ・ヴィレッジの小さな劇場などに立つ。1984年にレコード会社との契約を結ぶ。
1985年にデビューアルバム『街角の詩』を発表し、その自己内省的かつ社会批判を含んだ曲は、アメリカにおいて好意的な反響を得る。
1987年、2ndアルバム『孤独（ひとり）』を発表。シングルカットした楽曲「ルカ」は児童虐待を受ける子供の視点から書かれており、当時のヒットソングとしては、特異な位置を占める。ちなみにこのレコードに含まれる曲「トムズ・ダイナー」は、世界で最初にMP3フォーマットになった曲でもある。このころから彼女のスタイルは、ロックへと近づくことになる。
1990年、3rdアルバム『夢紡ぎ』は、彼女にとって新境地を開かんとするものであった。神秘的シンボリズムと感情の深遠を表現しようとした試みは、非常に実験的な試みであり、彼女の更なるスタイルの変化を表したものであった。
1992年、4thアルバム『微熱』では、音楽的にフォーク、ダンスビート、インダストリアルの融合であり、内容的に明るいイメージを伝えており、それ以前のアルバムとは対照的なつくりとなっている。
1996年、5thアルバム『欲望の9つの対象』が発表され、『微熱』の曲調を伝えつつも、過去の素朴なスタイルと、さらにボサノバを加えたものとなっている。
2001年、6thアルバム『ソングス・イン・レッド・アンド・グレイ』を発表。このアルバムでは、男女の関係が機微に富んだ形で表現され、とりわけ、その関係性の失敗や挫折が主題として前面に来るものの、曲調は高いレベルにおいて再びアコースティックな形へ移行しており、より素朴な形でそのテーマを表現している。
2003年、全米放送業界の最高栄誉『ピーボディ賞』を受賞。
2008年、前年リリースの7thアルバム『ビューティ＆クライム』が第50回グラミー賞において最優秀エンジニアド・アルバム（非クラシカル）賞を受賞。自主レーベル「Amanuensis Productions」を設立し、旧譜のリメイク作業に着手する（後の『Close-Up』シリーズ）。同年来日公演を開催。
2010年、セルフ・カヴァーのアコースティック企画アルバム『Close-Up』シリーズのリリース開始。
2012年、ビルボードライブにて来日。2013年「フジロックフェスティバル」に出演。
2014年、7年ぶりの8thアルバム『Tales from the Realm of the Queen of Pen』を発表。同年来日公演を開催。
2016年、女流作家カーソン・マッカラーズに捧げた9hアルバム『Lover, Beloved』を発表。
2020年、9月11日にライブ・アルバム『An Evening of New York Songs and Stories』をリリース

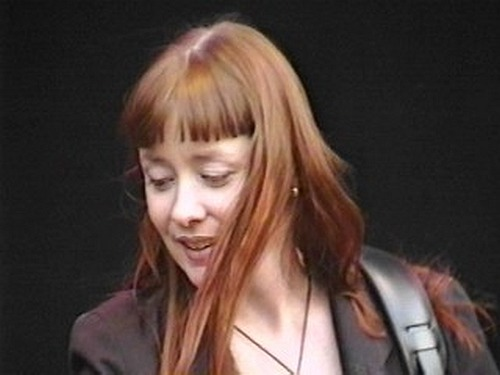
ハンガリー・ブダペスト公演 (2000年8月)
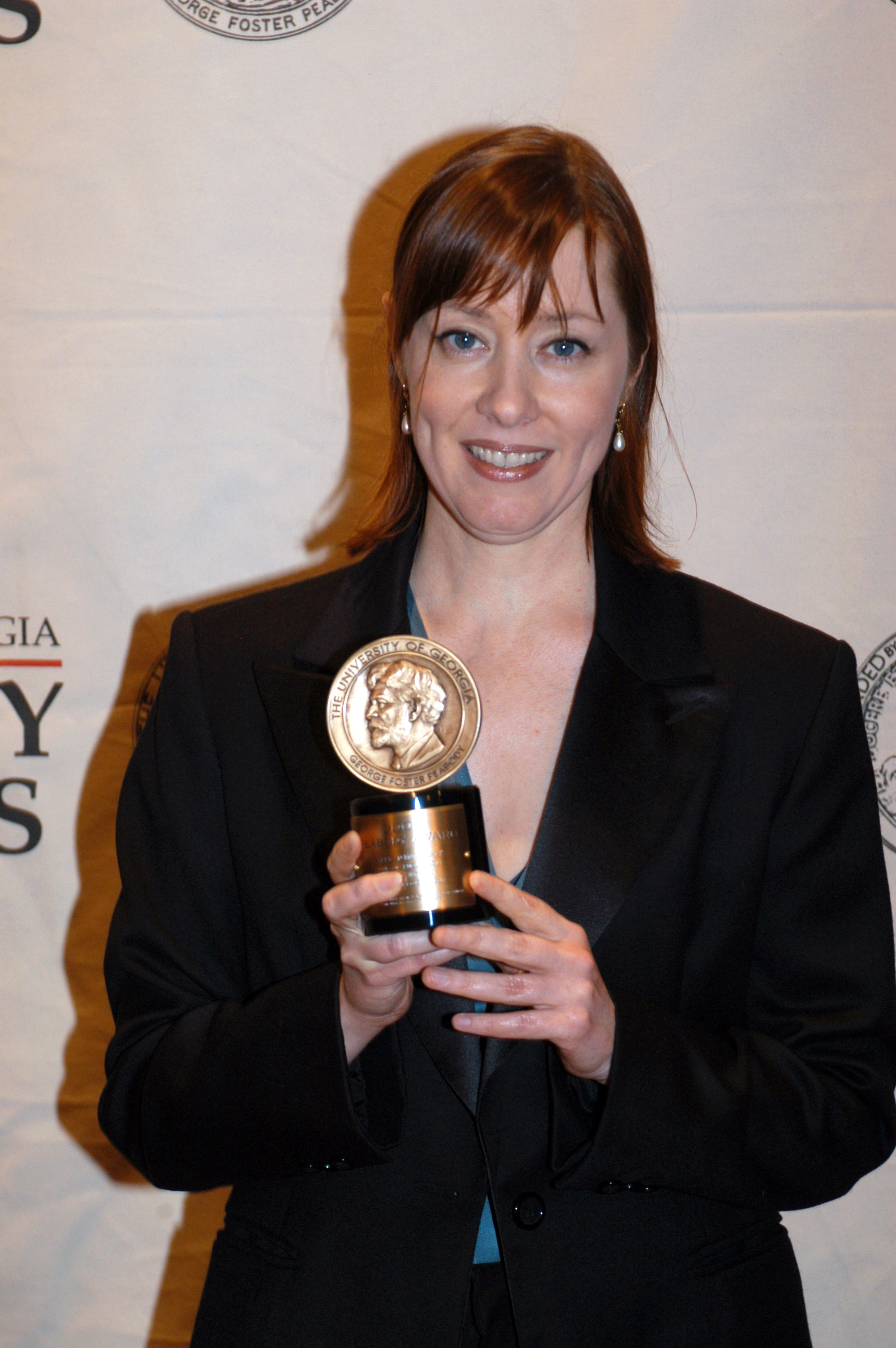
第63回『ピーボディ賞』授賞式にて (2004年5月)
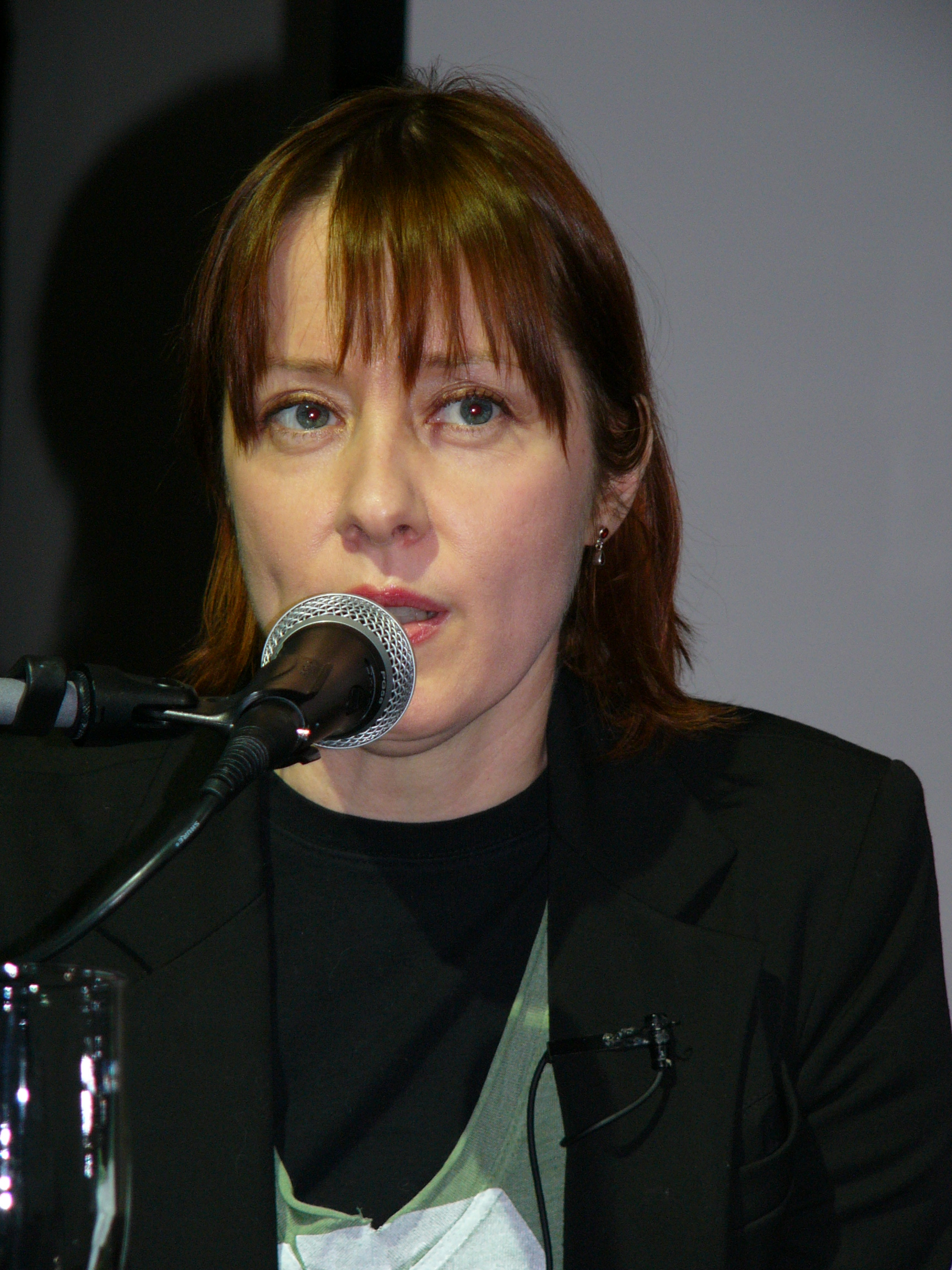
チェコのトークショーにて (2006年10月)
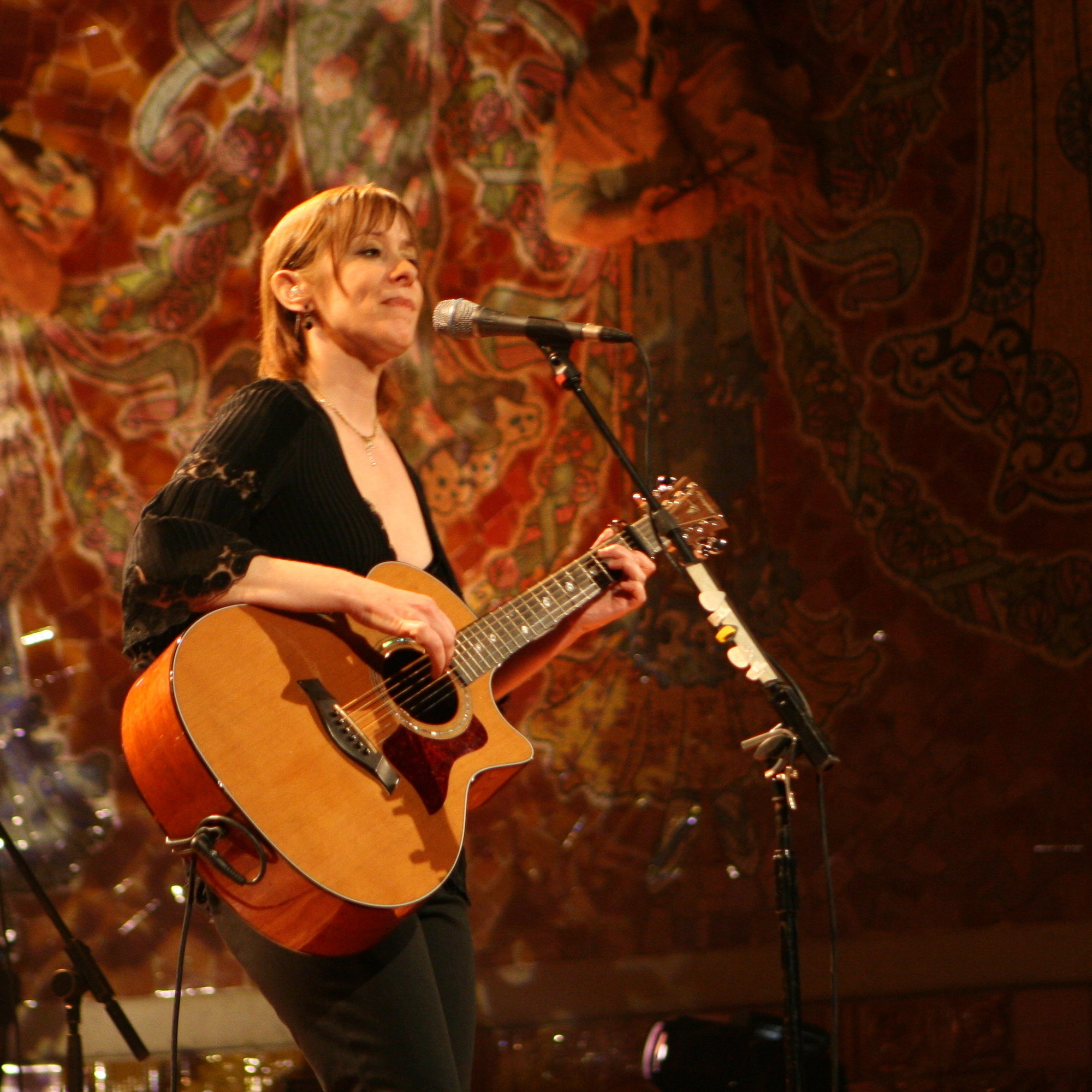
スペイン・バルセロナ公演 (2008年7月)
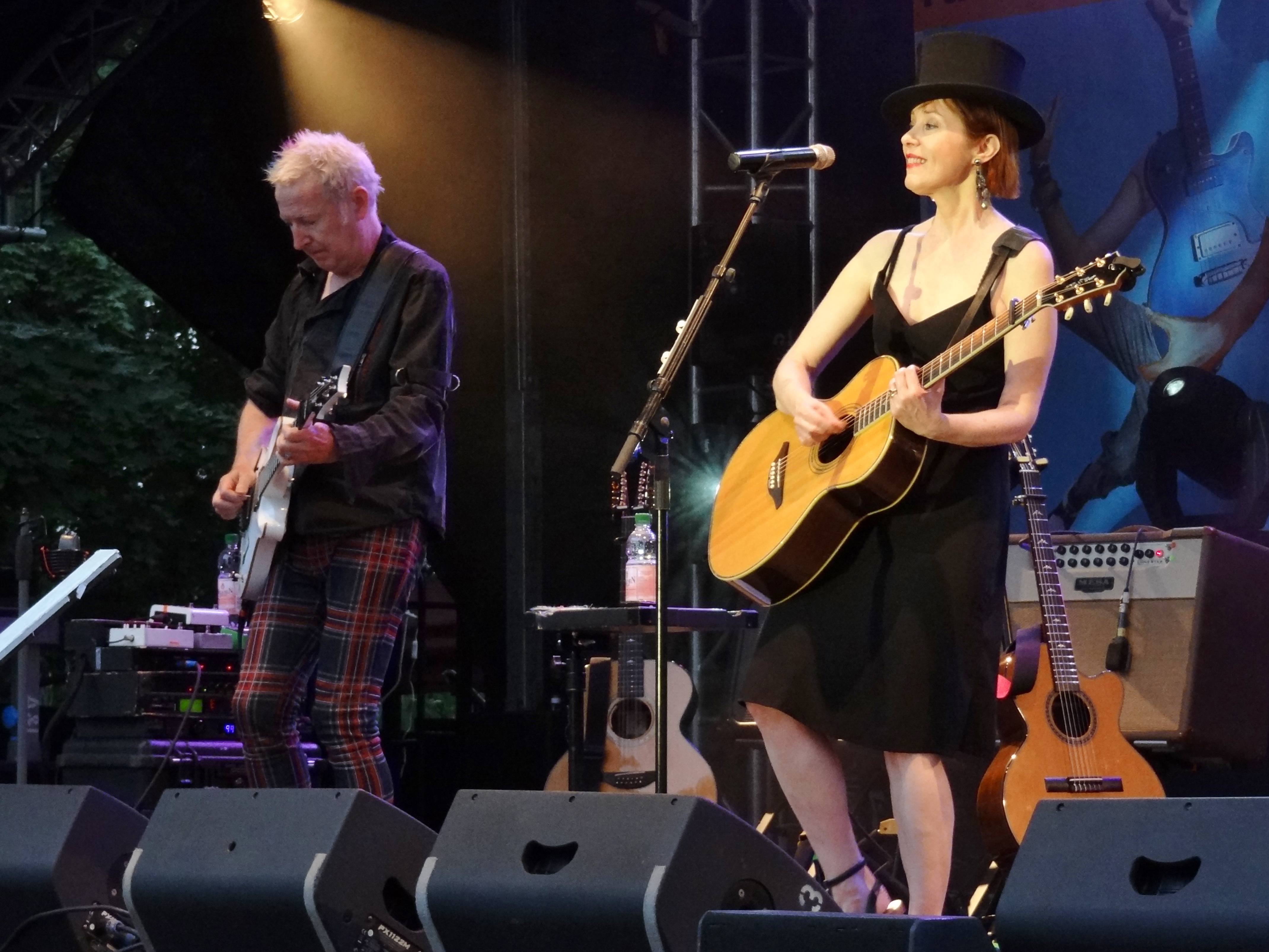
ゲリー・レオナルドと共演 (2016年7月)

## ディスコグラフィ

### オリジナル・アルバム
- 1985年 『街角の詩』 - Suzanne Vega (A&M)
- 1987年 『孤独（ひとり）』 - Solitude Standing (A&M)
- 1990年 『夢紡ぎ』 - Days of Open Hand (A&M)
- 1992年 『微熱』 - 99.9F° (A&M)
- 1996年 『欲望の9つの対象』 - Nine Objects of Desire (A&M)
- 2001年 『ソングス・イン・レッド・アンド・グレイ』 - Songs in Red and Gray (A&M)
- 2007年 『ビューティ＆クライム』 - Beauty & Crime (Blue Note)
- 2014年 『ペンタクルの女王の物語』 - Tales from the Realm of the Queen of Pen (Amanuensis Productions)
- 2016年 Lover, Beloved: Songs from an Evening with Carson McCullers (Amanuensis Productio)
- 2025年 Flying with Angels (Cooking Vinyl)

#### Close-Upシリーズ
- 2010年 Close-Up Vol. 1, Love Songs
- 2010年 Close-Up Vol. 2, People & Places
- 2011年 Close-Up Vol. 3, States of Being
- 2012年 Close-Up Vol. 4, Songs of Family

### ライブ・アルバム
- 2020年 An Evening of New York Songs and Stories (Amanuensis/Cooking Vinyl)

### コンピレーション
- 1998年 『ベスト・オブ・スザンヌ・ヴェガ』 - Tried & True: The Best of Suzanne Vega (A&M)
- 2003年 『レトロスペクティヴ』 - Retrospective: The Best of Suzanne Vega

## 日本公演
- 1987年3月23日 東京郵便貯金会館、渋谷公会堂  9月14日 東京厚生年金会館

- 2008年1月22日 心斎橋クラブクアトロ、23日 名古屋クラブクアトロ、24日 東京国際フォーラム・ホールC

- 2012年1月21日 ビルボードライブ大阪、1月23日 ビルボードライブ東京

- 2013年 フジロックフェスティバル（苗場スキー場）

- 2014年4月7日 EXシアター六本木、4月9日 梅田クラブクアトロ

- 2018年8月10日 ビルボードライブ東京、8月12日 ビルボードライブ大阪[7]